# Mangelia biconica
Mangelia biconica är en snäckart som beskrevs av C. B. Adams 1850. Mangelia biconica ingår i släktet Mangelia och familjen kägelsnäckor. Inga underarter finns listade i Catalogue of Life.